# Хамилтон Сквер (Њу Џерзи)
Хамилтон Сквер (енгл. Hamilton Square) насељено је место без административног статуса у америчкој савезној држави Њу Џерзи.

## Демографија
По попису из 2010. године број становника је 12.784.
| Група             | 2000.    | 2010.          |
| Белци             | 0 (0,0%) | 11.495 (89,9%) |
| Афроамериканци    | 0 (0,0%) | 223 (1,7%)     |
| Азијати           | 0 (0,0%) | 457 (3,6%)     |
| Хиспаноамериканци | 0 (0,0%) | 487 (3,8%)     |
| Укупно            | 0        | 12.784         |